# Vassili Viktorovitch Kotchoubeï
Pour les autres membres de la famille, voir Famille Kotchoubeï.
Le Prince Vassili Viktorovitch Kotchoubeï (en alphabet cyrillique Князь Василий Викторович Кочубей) est né le 13 janvier 1812 et décédé le 22 octobre 1850. Conseiller d'État (1846), chambellan (1845), numismate, archéologue et membre de la société impériale russe d'archéologie, il fut un grand amateur d'art.

## Famille
Il est le second fils du prince Viktor Pavlovitch Kotchoubeï et de son épouse Maria Vassilievna Vassiltchikova.
En 1847, le prince Vassili Viktorovitch Kotchoubeï épousa la princesse Ielena Pavlovna Bibikova (1812-1888), veuve du prince Esper Alexandrovitch Beloselski-Belozerski (1802-1846) et fille du prince Pavel Gavrilovitch Bibikov (1754-1812) et de son épouse Ielizaveta Andreïevna Donets-Zakharjevskïa (1788-1857).
Deux filles et un garçon naquirent de cette union :
- Maria Vassilievna Kotchoubeï : (1848-1896), elle épousa le lieutenant-général Piotr Pavlovitch Dournovo (1835-1918).
- Ielena Vassilievna Kotchoubeï : (1850-1906), elle épousa Pavel Alexandrovitch Vsevolojski (1839-1898).
- Alexandre Vassilievitch Kotchoubeï : (1853-?)[1].

## Biographie

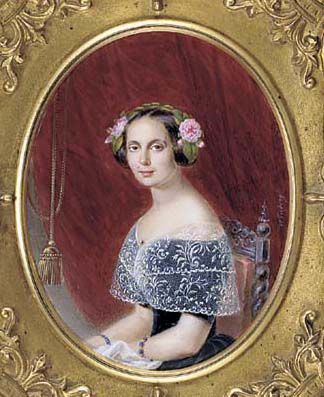
La princesse Ielena Pavlovna Bibikova, épouse du prince Vassili Viktorovitch Kotchoubeï. Une œuvre du peintre russe Ivan Andreïevitch Vinberg.1843.

Vassili Viktorovitch Kotchoubeï avait pour ascendant Küçük, un bey tartare de Crimée. Né dans une famille ukrainienne, propriétaire foncier à Dikanka, en 1827, le prince Vassili Viktorovitch Kotchoubeï occupa un poste au Collège des Affaires étrangères et remplit plusieurs missions diplomatiques dans les villes de Dresde, Londres et Constantinople. De 1835 à 1843, il servit au Département d'Asie (l'un des Départements du Ministère des Affaires étrangères de l'Empire russe). Entre les années 1845 et 1848, il fut en poste au Bureau du gouverneur-général du Caucase dirigé par le comte Mikhaïl Semionovitch Vorontsov. Le 7 avril 1846, il fut élevé au grade civil de conseiller d'État. De 1848 à 1850, il fut l'adjoint du Conservateur du district scolaire de Saint-Pétersbourg.
Il meurt de la tuberculose.

### Le numismate

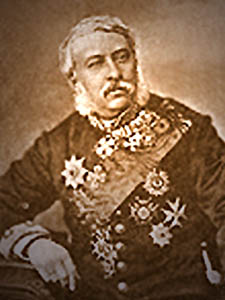
Le baron Bernhard Karl von Koehne.

Dès l'âge de dix ans, le jeune Vassili se passionna pour la numismatique, il collectionna des pièces de monnaie, commençant par des pièces de l'Antiquité puis se prenant de passion pour les pièces de monnaie émises par le Royaume du Bosphore, de sorte qu'il en vint à posséder une remarquable collection de pièces rares, dont des pièces de monnaie de Pharnace Ier, d'Olbia du Pont, de Kertch, etc.). Il était propriétaire de l'une des plus belles collections privées de pièces de monnaie de l'Empire russe. Le prince fit une description de ses pièces rares et la publia à Paris dans un recueil en vingt tableaux.

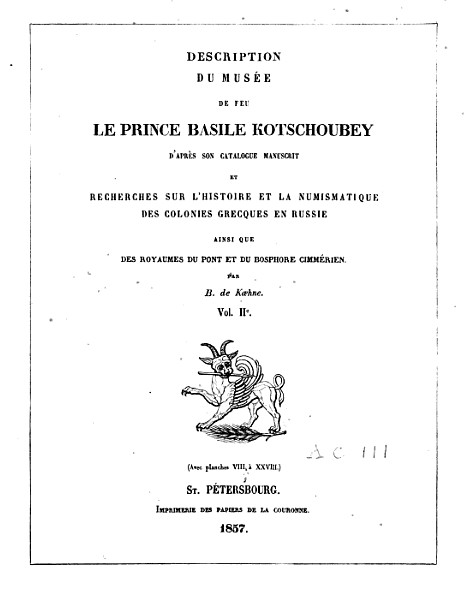
Livre rédigé par le baron Bernhard Karl von Koehne (1817-1886) Description du musée de feu le prince Basile Kotschoubey (1857).

Cette liste fut publiée à Saint-Pétersbourg en 1856 par la princesse Ielena Pavlovna Kotchoubeï, veuve du prince sous le titre de Description du musée de feu le prince Vassili Kotchoubeï, à laquelle furent jointes les Recherches sur l'histoire et la numismatique des colonies grecques en Russie ainsi que des Royaumes du Pont et du Bosphore Cimmérien, rédigées par le baron Bernhard Karl von Koehne (1817-1886),.
Il fut également un grand collectionneur d'argenterie, de porcelaine et de peinture. Il légua bibliothèque riche de cinq mille livres à l'Université de Karkhiv.